# Fucking Hell
Fucking Hell是一种德国的清淡啤酒，酒精含量为4.9%。商标持有者是柏林啤酒饮料批发公司。

## 名称
Fucking Hell的名字得自于奥地利的一个叫做富金的小村庄。由于这个啤酒名称中的Hell混淆了慕尼黑一种传统的啤酒品种Hell和英语“地狱”（hell）一词，而曾经备受争议，当地政府和欧盟商标局（OHIM）都拒绝为这个啤酒品牌注册商标。经过诉讼后，该名称最后终于得到了欧盟商标局的批准。于是，Fucking Hell牌啤酒开始销往世界各地。“过去我们的这个只有一百人的小村庄的名字叫Fugging，完全寂寂无名。而如今，自从村庄名字拼写中的gg被改成了ck以后，小小村庄随着因特网的传播迅速广为人知，村民们因此不胜其扰。为了拍摄小村的交通路牌的照片，或者故意提出诸如“哪里可以找到Fucking的邮局？”之类恶作剧式的问题，旅游巴士常常在此为充满好奇心的游客临时停车。因为我们路牌已经被偷了不下十几次了，我们必须把它焊接起来，并用混凝土浇灌固定在地上。现在又出现了这样的啤酒……”
在啤酒的标签上，有一个由艺术家设计的扯着魔鬼胡子的天使。两个德国商人斯特凡·菲伦贝克（Stefan Fellenberg）和弗洛里安·克劳泽（Florian Krause）专门为这个设计于2010年8月31日向欧盟知识产权局（EUIPO）提出了申请号为9343815的商标注册申请，并于2011年1月11日得到了此项商标的所有权。

## 历史
在此之前，2007年6月，欧盟知识产权局已经接到了关于“FUCKING HELL”的商标和外观设计专利的申请。在审查员驳回了申请以后，申请人进行了申诉。欧洲知识产权局申诉委员会在2010年3月驳回了欧盟知识产权局的审查决定，准许注册商标。商标持有人，Fucking Hell有限公司，几乎未做过任何值得一提的推广促销，就已经使得这个商标声名在外、驰名世界了。
从2011年至2013年期间，富金海啤酒在巴登地区的瓦尔德豪斯（Waldhaus）私人酒厂生产。2013年，该酒厂被开姆尼茨的哈特曼斯多夫（Hartmannsdorf）酒厂收购。

## 外部連接
- 官方網站（页面存档备份，存于）